# Bohinjska Bistrica
Bohinjska Bistrica je naselje z okoli 1800 prebivalci (2020) in središče Občine Bohinj oz. Bohinja kot geografskega območja v Sloveniji. Leži v dolini med Savo Bohinjko, vzpetinama Dobravo in Ajdovskim gradcem, ter potokoma Bistrico in Belico. Cesta od železniške postaje deli naselje v Zgornjo in Spodnjo vas.
Bohinjska Bistrica je pomemben turistični kraj in izletniško izhodišče za izlete (Črna prst, Vogel, Komna, Ratitovec). S cesto zgrajeno po zadnji vojni, pa je preko Soriške planine in Zgornje Sorice povezana s Selško dolino. V naselju začenja znani Bohinjski železniški predor, ki Gorenjsko povezuje s Primorsko. Bohinjska Bistrica premore tudi smučarsko središče Kobla.
Na Bohinjski Bistrici stoji OŠ dr.Janeza Mencingerja, v katero hodijo tudi otroci iz Zgornje doline, ki sicer do četrtega razreda hodijo na podružnico v Srednji vasi.